# Église Saint-Maurice de Boult
Pour les articles homonymes, voir Église Saint-Maurice et Saint-Maurice.
L'église Saint-Maurice est une église catholique située à Boult, en France.

## Localisation
L'église est située sur la commune de Boult, dans le département français de la Haute-Saône.

## Historique
L'édifice est inscrit au titre des monuments historiques en 2009.
L'église a été reconstruite entre 1723 et 1728 sur les plans de Jean-François Lurion de l'Egouthail. C'est un édifice orienté, de plan en croix latine. Il comprend un clocher porche hors-œuvre, une nef unique de trois travées, des chapelles latérales et un transept, un chœur d'une travée entre deux sacristies. Abside à trois pans. L'édifice est entièrement voûté d'arêtes.